# Diyarbakır (provincie)
Diyarbakır is een provincie in Turkije. De provincie is 15.162 km² groot en heeft 1.362.708 inwoners (2000). De hoofdstad is het gelijknamige Diyarbakır. De bevolking is Turks en Koerdisch.

## Bestuurlijke indeling

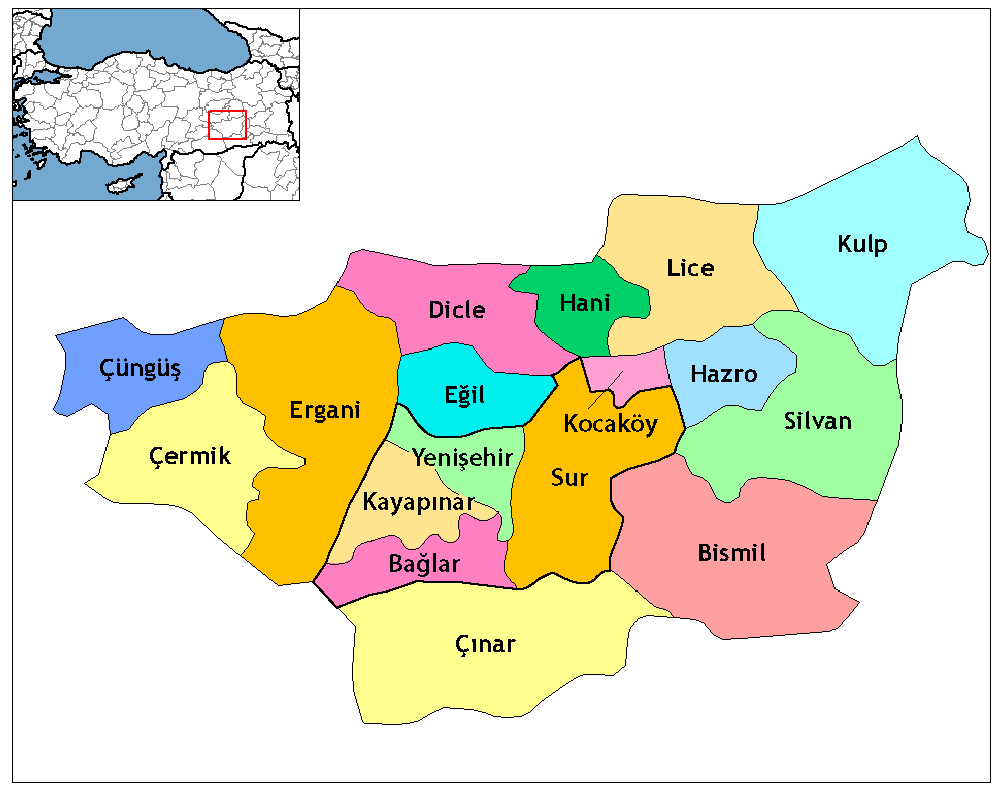
Districten van Diyarbakır

### Districten
De provincie bestaat uit de volgende 17 districten:
Diyarbakır
| - Bağlar - Kayapınar | - Sur - Yenişehir |

Overige districten
| - Bismil - Çermik - Çınar - Çüngüş - Dicle | - Eğil - Ergani - Hani - Hazro - Kocaköy | - Kulp - Lice - Silvan |